# Ant (Románia)
Ant (románul Ant) falu Romániában, Bihar megyében.

## Fekvése
Bihar megyében, a Fekete-Körös mellett, Nagyszalontától délnyugatra, a román-magyar határ mellett fekszik.

## Története
Ant egykor a Becsegergely nemzetség birtoka volt.
1453-ban a Székudvari Keczer család volt itt a birtokos, majd a Rhédeyeké lett. A Rhédeyek még 1848 előtt is a község földesurai voltak.
A 20. század elején Antos Jánosnak és Beliczey Istvánnak volt itt nagyobb birtoka.
A településhez tartozott Nagymező és Fiter puszta is.
A trianoni békeszerződés előtt Ant Bihar vármegye Nagyszalontai járásához tartozott.

## Nevezetességek
- Református temploma 1862-ben épült.
- A településtől nyugatra halad el a szarmaták által 324 és 337 között épített, az Alföldet körbekerülő Csörsz-árok vagy más néven Ördögárok nyomvonala.